# Montchaton
Montchaton és un municipi francès situat al departament de la Manche i a la regió de Normandia. L'any 2007 tenia 354 habitants.

## Demografia

### Població
El 2007 la població de fet de Montchaton era de 354 persones. Hi havia 142 famílies de les quals 25 eren unipersonals (4 homes vivint sols i 21 dones vivint soles), 63 parelles sense fills, 50 parelles amb fills i 4 famílies monoparentals amb fills.
La població ha evolucionat segons el següent gràfic:
Habitants censats

### Habitatges
El 2007 hi havia 186 habitatges, 144 eren l'habitatge principal de la família, 32 eren segones residències i 11 estaven desocupats. 184 eren cases i 1 era un apartament. Dels 144 habitatges principals, 117 estaven ocupats pels seus propietaris, 23 estaven llogats i ocupats pels llogaters i 4 estaven cedits a títol gratuït; 1 tenia dues cambres, 19 en tenien tres, 39 en tenien quatre i 85 en tenien cinc o més. 111 habitatges disposaven pel capbaix d'una plaça de pàrquing. A 67 habitatges hi havia un automòbil i a 72 n'hi havia dos o més.

### Piràmide de població
La piràmide de població per edats i sexe el 2009 era:
| Homes | Edats   | Dones |
| ----- | ------- | ----- |
| 0     | 95 o +  | 0     |
| 0     | 90 a 94 | 0     |
| 0     | 85 a 89 | 0     |
| 0     | 80 a 84 | 4     |
| 4     | 75 a 79 | 4     |
| 12    | 70 a 74 | 8     |
| 8     | 65 a 69 | 0     |
| 20    | 60 a 64 | 28    |
| 0     | 55 a 59 | 4     |
| 16    | 50 a 54 | 8     |
| 12    | 45 a 49 | 4     |
| 12    | 40 a 44 | 12    |
| 20    | 35 a 39 | 12    |
| 20    | 30 a 34 | 12    |
| 0     | 25 a 29 | 0     |
| 20    | 20 a 24 | 4     |
| 12    | 15 a 19 | 12    |
| 8     | 10 a 14 | 8     |
| 12    | 5 a 9   | 8     |
| 4     | 0 a 4   | 12    |

## Economia
El 2007 la població en edat de treballar era de 203 persones, 146 eren actives i 57 eren inactives. De les 146 persones actives 134 estaven ocupades (77 homes i 57 dones) i 12 estaven aturades (5 homes i 7 dones). De les 57 persones inactives 25 estaven jubilades, 16 estaven estudiant i 16 estaven classificades com a «altres inactius».

### Ingressos
El 2009 a Montchaton hi havia 136 unitats fiscals que integraven 348 persones, la mediana anual d'ingressos fiscals per persona era de 16.030 €.

### Activitats econòmiques
Dels 3 establiments que hi havia el 2007, 1 era d'una empresa de construcció, 1 d'una empresa d'hostatgeria i restauració i 1 d'una empresa financera.
Dels 3 establiments de servei als particulars que hi havia el 2009, 1 era una lampisteria, 1 electricista i 1 restaurant.
L'any 2000 a Montchaton hi havia 26 explotacions agrícoles que ocupaven un total de 570 hectàrees.

## Poblacions més properes
El següent diagrama mostra les poblacions més properes.